# Blondo
Blondo is een bestuurslaag in het regentschap Magelang van de provincie Midden-Java, Indonesië. Blondo telt 5390 inwoners (volkstelling 2010).